# Jakob Ludwig Bruhns
Jakob Ludwig Bruhns (* 30. November 1852 [abweichende 30. Oktober] in Lübeck; † 30. Juni 1923 ebenda) war ein deutscher Weinhändler und Komponist.

## Leben
Jakob Ludwig Bruhns war der jüngste Sohn des Lübecker Weinhändlers Karl Bruhns. Seine Mutter Julie, geb. Herrmann (1823–1892), stammte aus einer Thüringer Musikerfamilie und war die Schwester des Organisten und Musikdirektors Gottfried Herrmann.  Die Pianistin Clara Herrmann war seine Cousine, ebenso Julia da Silva-Bruhns, die Mutter von Thomas Mann.
Als 26-Jähriger wurde er Teilhaber der traditionsreichen Lübecker Weinhandlung (gegründet 1795), An der Untertrave 111/112. Um mehr seinen musikalischen Neigungen nachgehen zu können, studierte er 1889/90 am Konservatorium in Leipzig, vor allem bei Carl Reinecke und Salomon Jadassohn.
Er komponierte eine Reihe von Klavierstücken, darunter 50 Stücke zu Carl Czernys Kunst der Fingerfertigkeit. Seine Hoffnung, Johannes Brahms mit einer ihm angebotenen Widmung des Werkes zu einer Empfehlung bewegen zu können, erfüllte sich nicht.

## Werke
- Sechs Lieder: für eine Singstimme mit Begleitung des Pianoforte. Leipzig: Jost, o.J

Digitalisat, Stadtbibliothek Lübeck
- Fünfzig Stücke zu Carl Czerny’s Kunst der Fingerfertigkeit: als Zweites Klavier oder zum Solovortrag. Berlin: Schlesinger [1897], Heft 1–6

Heft 1 Digitalisat, Stadtbibliothek Lübeck
Heft 2 Digitalisat, Stadtbibliothek Lübeck
Heft 3 Digitalisat, Stadtbibliothek Lübeck
Heft 4 Digitalisat, Stadtbibliothek Lübeck
Heft 5 Digitalisat, Stadtbibliothek Lübeck
Heft 6 Digitalisat, Stadtbibliothek Lübeck
- Canonische Suite: sieben Canons im Einklange für zwei Pianoforte zu vier Händen. Berlin: Simrock, o. J. (Clara Herrmann gewidmet)

Digitalisat, Stadtbibliothek Lübeck
- Deutschland marschiert: [für Gesang und Klavier]. Gedicht von Jürgen Fehling. Lübeck : Robert, [1914]

Digitalisat, Stadtbibliothek Lübeck